# كيفن روس
كيفن روس (بالإنجليزية: Kevin Ross)‏ (و. 1962 – م) هو لاعب كرة قدم أمريكية، من الولايات المتحدة الأمريكية، ولد في كامدن.